# The Breathing Process
The Breathing Process est un groupe de black metal symphonique et de death metal américain, originaire du Connecticut. Le groupe réside actuellement à Pittsburgh, en Pennsylvanie.
The Breathing Process mise sur une musique beaucoup plus ambiante qui est capable de dévoiler une atmosphère et d'explorer différents environnements, tout en restant extrême. Le groupe est aussi réputé pour sa performance scénique, en crachant du faux sang de porc.

## Biographie
The Breathing Process est formé en 2003, dans le Connecticut, en tant que groupe de metalcore. À la suite de la démo I Am Legion, les membres prirent la décision de changer leur style plus axé vers le black metal symphonique et du deathcore. 2008 assiste à la publication de leur premier album, In Waking:Divinity. Un clip pour la chanson The Harvesting est réalisé. S'ensuivit une tournée avec des groupes de genre différents tels que Oceano, Suffokate, Abigail Williams, The Ghost Inside.
En avril 2008, le groupe est impliqué dans un grave accident de la route. Leur van prend feu et explose après un problème d'huile sur le pneu arrière. Personne n'est blessé, mais le groupe subit de nombreuses pertes matérielles.
Après cet incident tragique et de nombreux changements à la formation, TBP revient et publie Odyssey (Un)Dead en mars 2010. Cet album dévoila un côté plus extrême et ambiant que son prédécesseur. Il est relativement bien accueilli par le public et la critique. Ils effectuent une tournée américaine et ainsi qu'une tournée avec Wretched, Diskreet et Antagonist,. En octobre, une tournée au Canada est annoncée. En févirier 2011, le groupe publie le clip de Vultures, une chanson extraite de leur deuxième album, Odyssey: (Un)dead.

## Religion
The Breathing Process n'est en aucun cas un groupe religieux et/ou satanique. Le groupe se dit ne promouvoir aucun système de croyance ou structurel. Leur musique est simplement une vision de leur monde, environnement et univers et n'en demeure qu'au public de faire son opinion à ce sujet.

## Membres

### Membres actuels
- Jordan Milner – guitare, chœurs (depuis 2003)[1]
- Sara E Loerlein – guitare, chant (depuis 2009)[1]
- Bryan Bever – batterie (depuis 2016)[1]
- Mark Bellefonte – clavier (depuis 2016)[1]

### Anciens membres
- Cody Harmon - vocals (2016-2019, limited touring availability)
- Chris Sansone – drums (2006-2008,(2010-2011 session touring) [1]
- Jared Sloan - keyboards (2010-2013, session work 2016-2018) [1]
- John LaFreniere – vocals (2003-2011)[1]
- Ian van Opijnen – guitare (2006-2008, 2016-2018) [1]
- Ren – bass (2008-2009) [1]
- Alan Cassidy – drums (2008-2010)[1]
- Alana Potocnik – clavier (2008-2009)[1]
- Patrick Lynch – guitare[1]
- Johnny Vaina – basse (2006-2007)[1]
- Julian Parker – basse (2009-2010)[1]

## Discographie

### Albums studio
- 2008 : In Waking: Divinity
- 2010 : Odyssey (Un)Dead

### Démos/EP
- 2003 : Dialog Analysis for the Heartless (EP)
- 2004 : Demo (démo)
- 2005 : Demo 2005 (démo)
- 2006 : I Am Legion (démo)